# Mặt trận Quốc gia Thống nhất Giải phóng Việt Nam
Mặt trận Quốc gia Thống nhất Giải phóng Việt Nam (tiếng Anh: National United Front for the Liberation of Vietnam) hay Mặt trận Hoàng Cơ Minh, là một tổ chức chính trị kết hợp vũ trang chủ trương khôi phục chính thể Việt Nam Cộng hòa hoạt động từ 1980 đến 2004. Đây được xem là tiền thân của Đảng Việt Tân.

## Hình thành
Theo các tài liệu của đảng Việt Tân, thì Mặt trận được thành lập từ các tổ chức chính trị và vũ trang chống lại chính quyền Việt Nam thống nhất đặt dưới quyền lãnh đạo của Đảng Cộng sản Việt Nam như Lực lượng Quân dân Việt Nam, Tổ chức Phục hưng Việt Nam và Tổ chức Người Việt tự do và một số nhóm vũ trang nhỏ hoạt động sau ngày 30 tháng 4 năm 1975. Ngày 30 tháng 4 năm 1980, tại một đại hội ở nam tiểu bang California, các nhóm này giải thể để thành lập Mặt trận Quốc gia Thống nhất Giải phóng Việt Nam, do cựu Phó Đề đốc Hoàng Cơ Minh giữ cương vị Chủ tịch, với mục tiêu tập hợp các tổ chức chính trị và vũ trang chống lại chính quyền Cộng hòa Xã hội Chủ nghĩa Việt Nam. Thành phần nòng cốt của Mặt trận chủ yếu là các sĩ quan và viên chức cũ của chính quyền Việt Nam Cộng hòa.
Cơ cấu của Mặt trận gồm 2 bộ phận là Tổng vụ Quốc nội, Tổng vụ Hải ngoại. Vai trò của Tổng vụ Quốc nội là điều hành các hoạt động tại Việt Nam, xây dựng hạ tầng cơ sở. Vai trò của Tổng vụ Hải ngoại là điều hành các hoạt động của Mặt trận tại hải ngoại, chủ yếu tìm cách vận động tài chính và kết nạp thành viên là người Việt tại hải ngoại.
Theo tài liệu của đảng Việt Tân, thì một số tổ chức kháng chiến tại Việt Nam đã lần lượt giải thể để gia nhập Mặt trận như "Lực lượng đoàn kết dân tộc chống Cộng", "Mặt trận dân tộc kháng chiến", "Lực lượng phục quốc Việt Nam", "Tổ chức kháng chiến vùng Tây ngạn Cửu Long Giang",...

## Xây dựng
Năm 1981, Mặt trận lập căn cứ vũ trang tại một điểm gần biên giới Thái - Lào thuộc huyện Buntharik, tỉnh Ubon Ratchathani (Thái Lan), cách Bangkok 500 km về phía Đông Bắc. Chính tại căn cứ này, ngày 4 tháng 3 năm 1982, Mặt trận công bố Cương lĩnh chính trị tại căn cứ chính ở nước ngoài. Mặt trận này phát động giai đoạn "Đấu tranh Đông tiến" từ ngày 1 tháng 6 năm 1981 cho đến ngày 26 tháng 12 năm 1983 nhằm: 
1. Thiết lập sự hợp tác trong ngoài Việt Nam
2. Soạn thảo và công bố Cương lĩnh Chính trị
3. Thiết lập Đài Phát thanh Việt Nam Kháng chiến

Ngày 10 tháng 9 năm 1982, Chủ tịch Mặt trận Hoàng Cơ Minh đã tổ chức đại hội lập ra Việt Nam Canh tân Cách mạng Đảng, đưa ra cương lĩnh, xác định mục tiêu là xóa bỏ chế độ Cộng sản tại Việt Nam.
Trong những năm tiếp theo, Mặt trận thường xuyên tuyển mộ người Việt tại các trại tị nạn trên đất Thái Lan, đưa về căn cứ để huấn luyện và lập thành các nhóm vũ trang gọi là các Quyết đoàn mang bí số 7684, 7685, 7686, 7687. Mỗi Quyết đoàn có quân số khoảng 50 người, được huấn luyện để thâm nhập và hoạt động vũ trang trong quốc nội.
Ngoài ra, ngày 27 tháng 12 năm 1983, Đài Việt Nam kháng chiến được thành lập trên đất Thái Lan, với mục đích tuyên truyền và vận động người dân trong nước ủng hộ Mặt trận. Đài phát trên làn sóng 7400 và 10.300 kHz. Chương trình phát thanh mỗi ngày 5 lần, mỗi lần 1 tiếng đồng hồ. Đài hiệu được bắt đầu bằng tiếng hát của Thái Thanh: "Tôi yêu tiếng nước tôi, từ khi mới ra đời,....."
Tại hải ngoại, Mặt trận đã tổ chức nhiều hoạt động kêu gọi người Việt ở nước ngoài (chủ yếu ở Pháp và Mỹ) ủng hộ đường lối đấu tranh của họ qua tờ báo Kháng chiến, vận động tài chính qua các Phong trào Yểm trợ kháng chiến, Đoàn Văn nghệ kháng chiến. Vốn thu được do Mặt trận quyên góp được dùng để mở chuỗi cửa hàng Phở Hòa trên khắp nước Mỹ.

## Hoạt động vũ trang

Hoàng Cơ Minh cùng binh lính trong Chiến dịch Đông Tiến.

Từ năm 1985, Mặt trận nhiều lần tổ chức đưa người về Việt Nam qua các chiến dịch Đông Tiến để hợp tác với các tổ chức chống chính quyền Việt Nam, xây dựng hạ tầng cơ sở cho Mặt trận và phát triển nhân sự. Tuy nhiên, các chiến dịch này đều không thành, từ đó dẫn đến tan vỡ chiến lược đấu tranh bạo lực vũ trang trong quốc nội. Chính trong một chiến dịch Đông Tiến vào tháng 7 năm 1987, Chủ tịch Hoàng Cơ Minh bị trọng thương và tự sát vì đoán trước kết cục dành cho mình.

## Giải thể
Sau cái chết của Chủ tịch Hoàng Cơ Minh, Mặt trận hầu như chỉ thu gọn lại trên hình thức tuyên truyền phản động trong giới người Việt tại hải ngoại. Trên thực tế, các hoạt động của Mặt trận chỉ còn do đảng Việt Tân điều hành. Vào giữa năm 1991, sau gần 8 năm hoạt động, Đài Việt Nam Kháng chiến tạm ngưng vì bị khó khăn về vận hành trên vùng đất của Thái Lan.
Mặt trận chính thức tuyên bố ngưng hoạt động vào tháng 9 năm 2004 thay vào đó là sự ra đời của đảng Việt Tân.

## Nhận định
Bùi Anh Thư, một người hoạt động chống Đảng Cộng sản Việt Nam trong cộng đồng người Việt ở Mỹ đã nhận xét về Mặt trận Quốc gia Thống nhất Giải phóng Việt Nam sau 1 loạt các nghi vấn ám sát các phóng viên gốc Việt của tổ chức này như sau:
"...tôi đã không khỏi đau lòng khi nhắc đến Mặt Trận Quốc gia Thống Nhất Giải Phóng Việt Nam, một tổ chức đã làm bùng lên ngọn lửa đấu tranh của triệu người tị nạn và cũng là một tổ chức đã gây bao oan khiên cho những người yêu nước vô tội."
Minh Đức Hoài Trinh (theo lời của Bùi Anh Thư), một người Mỹ gốc Việt khác đã gọi việc tin tưởng vào Mặt Trận Quốc gia Thống Nhất Giải Phóng Việt Nam là:
"...Trao thân nhầm tướng cướp..."